# 1097
Високе Середньовіччя  •  Золота доба ісламу  •  Реконкіста  •  Хрестові походи  •  Київська Русь

## Геополітична ситуація
Візантію очолює Олексій I Комнін. Генріх IV є імператором Священної Римської імперії, а Філіп I — королем Франції.
Апеннінський півострів розділений між численними державами: північ належить Священній Римській імперії, середню частину займає Папська область, південна частина півострова окупована норманами. Деякі міста півночі: Венеція, Піза, Генуя, мають статус міст-республік.
Південь Піренейського півострова захопили Альморавіди. Північну частину півострова займають християнські Кастилія, Леон (Астурія, Галісія), Наварра, Арагон та Барселона. Королем Англії є Вільгельм II Рудий, Магнус III Босоніг королем Норвегії, а Ерік I — королем Данії.
У Київській Русі княжить Святополк Ізяславич, а у Польщі Владислав I Герман. На чолі королівства Угорщина стоїть Коломан I.
Сельджуки окупували Персію та Малу Азію, в Єгипті владу утримують Фатіміди, у Магрибі панують Альморавіди, у Середній Азії правлять Караханіди, Газневіди втримують частину Індії. У Китаї продовжується правління династії Сун. На півдні Індії домінує Чола. В Японії триває період Хей'ан.

## Події

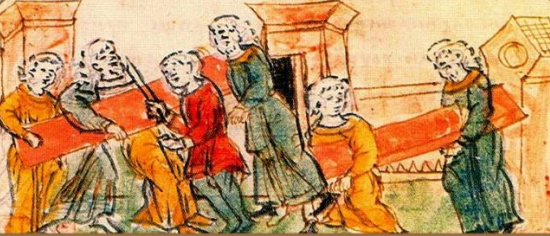
Осліплення Василька Ростиславича

- У Київській Русі відбувся Любецький з'їзд князів, на якому прийнято постанову «кождо да держить отчину свою», тобто кожен із князів отримував право на землю свого батька і зобов'язувався не зазіхати на інші князівства.
- Порушуючи домовленості Любецького з'їзду, володимир-волинський князь Давид Ігорович осліпив теребовльського князя Василька Ростиславича.
- Перший хрестовий похід:
  - У січні хрестоносці Балдуїн Булонський та Готфрід Бульйонський неохоче дали присягу візантійському василевсу Олексію I Комніну. 9 квітня прибув Боемонд Таррентський і теж присягнув своєму колишньому ворогові. 26 квітня прибув граф Тулузи Раймунд і відмовився дати присягу.
  - 4 травня перші загони хрестоносців вирушили до Нікеї, а 14 травня взяли її в облогу. 21 травня вони перемогли послане на підмогу Нікеї військо Килич Арслана. 19 червня гарнізон Нікеї здався візантійцям.
  - 1 липня в битві при Дорілеї хрестоносці завдали нової поразки сельджукам. Візантійський флот взяв під контроль Смірну.
  - 21 жовтня почалася облога Антіохії. У грудні хрестоносцям стало не вистачати провіанту. Фуражири на чолі з графом Тарранто Боемундом та графом Фландрії Робертом зазнали нічного нападу військ еміра Дамаска Дукака. Попри успіх у битві хрестоносцям довелося повернутися до Антіохії з порожніми руками.
- У битві на горі Гвізд з угорцями загинув останній хорватський король Петар Свачич.
- Сід Кампеадор здобув перемогу над Альморавідами в битві біля Байрена, що змусило Юсуфа ібн Ташфіна повернутися на Піренейський півострів.
- Альморавіди завдали поразки військам кастильського короля Альфонсо VI у битві біля Консуегри.
- Син Малкольма III Едгар став королем Шотландії, скинувши з трону й ув'язнивши Дональда III.
- Англійський король Вільгельм II Рудий вів успішні військові дії проти короля Франції Філіпа I у Нормандії та півночі Франції.